# Sierra del Gigante
El Gigante es una sierra situada en la Región de Murcia, en las Tierras Altas de Lorca, pertenece a las Cordilleras Béticas y también en Andalucía en los municipios de María y Vélez-Rubio.

## Fauna y flora
En la Sierra del Gigante podemos conocer varios tipos de plantas entre ella las más conocidas son: Sabina Negra, que se encuentra en las zonas de mayor altitud, Lastón, Espliego, Carrascales, Uña de Gato, Baladre, Taray, Junco Churrero, Lentisco, Coscoja, y Espino Negro son algunas de las muchas plantas que podemos encontrar.

## Protección
Está declarada LIC, Lugar de Interés Comunitario.